# Реца
Реца (словац. Reca) — село, громада округу Сенець, Братиславський край, південно-західна Словаччина. Кадастрова площа громади — 9,92 км².
Населення 1523 особи (станом на 31 грудня 2017 року).

## Історія
Реца згадується 1256 року.

## Населення
| Рік:            | 1994. | 2004.   | 2014.    | 2024.    |
| --------------- | ----- | ------- | -------- | -------- |
| Кількість осіб: | 1227  | 1244    | 1437     | 1729     |
| Різниця:        |       | +1,38 % | +15,51 % | +20,32 % |

| Рік:            | 2023. | 2024.   |
| --------------- | ----- | ------- |
| Кількість осіб: | 1730  | 1729    |
| Різниця:        |       | -0,05 % |